# Тріана (Аленкер)
Тріана (порт. Triana; МФА: [tɾi.ˈɐ.nɐ]) — парафія в Португалії, у муніципалітеті Аленкер. Розташована в західній частині країни, на теренах історичної португальської провінції Ештремадура. Входить до складу округу Лісабон. За адміністративним поділом, чинним до 1976 року, терени парафії були складовою провінції Ештремадура. Належить до Лісабонського патріархату Католицької церкви. Патрон — Діва Марія. Площа — 34,0136 км². Населення — 4134 ос. (2011). Слабо урбанізований регіон. Густота населення — 121,54 осіб/км²
. Код — 110112.

## Назва
- Аленкер (Тріана) (порт. Alenquer (Triana)) — офіційна назва.

## Населення
| Кількість мешканців | Кількість мешканців | Кількість мешканців | Кількість мешканців | Кількість мешканців | Кількість мешканців | Кількість мешканців | Кількість мешканців | Кількість мешканців | Кількість мешканців | Кількість мешканців | Кількість мешканців | Кількість мешканців | Кількість мешканців | Кількість мешканців |
| ------------------- | ------------------- | ------------------- | ------------------- | ------------------- | ------------------- | ------------------- | ------------------- | ------------------- | ------------------- | ------------------- | ------------------- | ------------------- | ------------------- | ------------------- |
| 1864                | 1878                | 1890                | 1900                | 1911                | 1920                | 1930                | 1940                | 1950                | 1960                | 1970                | 1981                | 1991                | 2001                | 2011                |
| 2 063               | 2 228               | 2 866               | 3 019               | 2 837               | 3 022               | 3 247               | 3 112               | 3 483               | 3 647               | 3 397               | 3 593               | 2 819               | 3 532               | 4 134               |